# José Tomás Ovalle

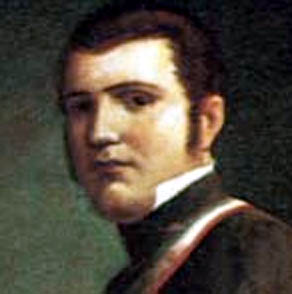
José Tomás Ovalle Bezanilla

José Tomás Ovalle Bezanilla (* 1788 in Santiago de Chile; † 21. März 1831 ebenda) war ein chilenischer Politiker. Von 1830 bis zu seinem Tode amtierte er übergangsweise als Präsident seines Landes.
Nach der Schule studierte Ovalle an der Real Universidad de San Felipe Rechtswissenschaften und erlangte dort 1809 das Doktorat.
Für seine Heimatstadt Santiago saß er ab 1823 im Abgeordnetenhaus sowie in der Provinzversammlung.
Im Kielwasser der Revolution von 1829 und dem anschließenden Bürgerkrieg zwischen liberalen Föderalisten und konservativen Zentralisten nahm er als konservativer Delegierter am Congreso de Plenipotenciarios von 1830 teil und wurde zu dessen Vizepräsidenten (und damit zum Vertreter von Fernando Errázuriz Aldunate) gewählt.
Der Kongress berief Francisco Ruiz Tagle zum Präsidenten, der die Ernennung allerdings aufgrund des Widerstands gemäßigterer Kreise ablehnte. Ovalle übernahm daraufhin am 1. April 1830 übergangsweise das Präsidentenamt.
Ovalle ergriff eine Reihe von Maßnahmen, damit General Ramón Freire y Serrano die Regierungsarmee wirksam führen konnte, dieser jedoch erhob sich gewaltsam gegen die Übergangsregierung. Erst das Eingreifen der Truppen von General José Joaquín Prieto Vial und dessen Sieg bei der Schlacht von Lircay schaffte leidlich klare Verhältnisse und besiegelte den Triumph des konservativen Lagers.
Doch der Bürgerkrieg war damit noch nicht vorbei. Zahlreiche föderalistische Gruppen lieferten der Regierung immer neue Scharmützel, bis Freire schließlich ins peruanische Exil gezwungen wurde.
José Tomás Ovalle bemühte sich in den folgenden Monaten um eine Konsolidierung der Staatsmacht nach dem Bürgerkrieg. Er ging mit großer Härte gegen die Föderalisten vor und trat für eine Stärkung der Zentralgewalt ein.
Überraschend starb er am 21. März 1831 nach einem knappen Jahr im Amt an einer Lebererkrankung. Das Präsidentenamt wurde daraufhin von seinem Vize-Präsidenten Fernando Errázuriz Aldunate übernommen, bis General José Joaquín Prieto Vial im Herbst 1831 als gewählter Präsident die Regierung fortführte. Sein Leichnam wurde neben dem von Diego Portales Palazuelos in der Krypta der Metropolitankathedrale von Santiago beigesetzt.
Siehe auch: Geschichte Chiles.
| Personendaten    | Personendaten                                     |
| ---------------- | ------------------------------------------------- |
| NAME             | Ovalle, José Tomás                                |
| ALTERNATIVNAMEN  | Ovalle Bezanilla, José Tomás (vollständiger Name) |
| KURZBESCHREIBUNG | chilenischer Politiker                            |
| GEBURTSDATUM     | 1788                                              |
| GEBURTSORT       | Santiago de Chile                                 |
| STERBEDATUM      | 21. März 1831                                     |
| STERBEORT        | Santiago de Chile                                 |